# Душан Баста
Душан Баста (серб. Dušan Basta, нар. 18 серпня 1984, Белград) — сербський футболіст, правий захисник, відомий виступами за низку італійських команд і національну збірну Сербії.

## Клубна кар'єра
Народився 18 серпня 1984 року в місті Белград. Вихованець футбольної школи клубу «Црвена Звезда». Дорослу футбольну кар'єру розпочав 2002 року в основній команді того ж клубу, в якій провів один сезон, взявши участь у 13 матчах чемпіонату. Після того сезон 2003/04 провів в оренді у клубі «Єдинство» (Уб).
Повернувшись 2004 року до «Црвени Звезди», став основним гравцем на правому флагзі півзахисту. Відігравши ще чотири сезони за белградську команду двічі став спіавтором «золотого дубля», у 2006 і 2007 роках ставши і чемпіоном Сербії, і володарем національного Кубка.
Влітку 2008 року перебрався до Італії, уклавши контракт з «Удінезе». У команди з Удіне обидві квоти, відведені для гравців з країн з-за меж ЄС, були зайняті, тож за перші півроку у команді Душан жодної гри не провів. Натомість на початку 2009 року був відданий в оренду до «Лечче», де й провів свої перші 7 ігор в Серії A.
Влітку 2009 року повернувся з оренди до «Удінезе» і почав отримувати регулярну ігрову практику, щоправда на незвичній на той час для нього позиції правого захисника. Сезон 2010/11 повністю пропустив через складну травму, проте після відновлення ігрових кондицій відразу повернув собі місце в «основі».
До складу римського «Лаціо» приєднався у червні 2014 року. У складі «біло-блакитних» також став основним правим оборонцем. У сезоні 2017/18 втратив статус гравця основного складу і дедалі рідше виходив на футбольне поле. Влітку 2019 року, після завершення контракту з римським клубом, залшив його на правах вільного агента.

## Виступи за збірні
Протягом 2003–2006 років залучався до складу молодіжної збірної Сербії і Чорногорії, за яку провів десять ігор і у складі якої був учасником молодіжного Євро-2006. Наступного року став срібним призером молодіжного Євро-2007, цього разу вже у складі «молодіжки» Сербії.
Протягом 2005-2006 років встиг провести дві гри за національну збірну Сербії і Чорногорії, був навіть включений до складу цієї команди на чемпіонаті світу 2006 року у Німеччині, де, щоправда, жодного разу на поле не виходив. Першу гру за національну збірну Сербії провів лише на початку 2012 року, наразі провів у формі головної команди Сербії 16 матчів, забивши 2 голи.

## Статистика виступів

### Статистика клубних виступів
Станом на 30 серпня 2019
| Сезон                     | Команда                   | Чемпіонат                 | Чемпіонат | Чемпіонат | Національний кубок | Національний кубок | Національний кубок | Єврокубки | Єврокубки | Єврокубки | Інші змагання | Інші змагання | Інші змагання | Усього | Усього |
| Сезон                     | Команда                   | Ліга                      | Ігор      | Голів     | Ліга               | Ігор               | Голів              | Ліга      | Ігор      | Голів     | Ліга          | Ігор          | Голів         | Ігор   | Голів  |
| ------------------------- | ------------------------- | ------------------------- | --------- | --------- | ------------------ | ------------------ | ------------------ | --------- | --------- | --------- | ------------- | ------------- | ------------- | ------ | ------ |
| 2002–03                   | «Црвена Звезда»           | СЛ                        | 13        | 0         | КСЧ                | 0                  | 0                  | КУЄФА     | 1         | 0         | -             | -             | -             | 14     | 0      |
| 2003–04                   | «Єдинство» (Уб)           | 1Л                        | 27        | 9         | КСЧ                | 0                  | 0                  | -         | -         | -         | -             | -             | -             | 27     | 9      |
| 2004–05                   | / «Црвена Звезда»         | СЛ                        | 23        | 2         | КСЧ                | 0                  | 0                  | ЛЧ+КУЄФА  | 4+1       | 0         | -             | -             | -             | 28     | 2      |
| 2005–06                   | / «Црвена Звезда»         | СЛ                        | 25        | 0         | КС                 | 0                  | 0                  | КУЄФА     | 6         | 1         | -             | -             | -             | 31     | 1      |
| 2006–07                   | / «Црвена Звезда»         | СЛ                        | 16        | 0         | КС                 | 0                  | 0                  | ЛЧ+КУЄФА  | 4+0       | 0         | -             | -             | -             | 20     | 0      |
| 2007–08                   | / «Црвена Звезда»         | СЛ                        | 20        | 1         | КС                 | 0                  | 0                  | ЛЧ+КУЄФА  | 3+6       | 0+1       | -             | -             | -             | 29     | 2      |
| Усього pf «Црвену Звезду» | Усього pf «Црвену Звезду» | Усього pf «Црвену Звезду» | 97        | 3         |                    | 0                  | 0                  |           | 25        | 2         |               |               |               | 122    | 5      |
| 2008-січ. 2009            | «Удінезе»                 | A                         | 0         | 0         | КІ                 | 0                  | 0                  | КУЄФА     | 0         | 0         | -             | -             | -             | 0      | 0      |
| січ.-черв. 2009           | «Лечче»                   | A                         | 7         | 0         | КІ                 | 0                  | 0                  | -         | -         | -         | -             | -             | -             | 7      | 0      |
| 2009–10                   | «Удінезе»                 | A                         | 16        | 0         | КІ                 | 0                  | 0                  | -         | -         | -         | -             | -             | -             | 16     | 0      |
| 2010–11                   | «Удінезе»                 | A                         | 0         | 0         | КІ                 | 0                  | 0                  | -         | -         | -         | -             | -             | -             | 0      | 0      |
| 2011–12                   | «Удінезе»                 | A                         | 31        | 5         | КІ                 | 1                  | 0                  | ЛЧ+ЛЄ     | 0+7       | 0         | -             | -             | -             | 39     | 5      |
| 2012–13                   | «Удінезе»                 | A                         | 28        | 1         | КІ                 | 1                  | 0                  | ЛЧ+ЛЄ     | 2+3       | 1+0       | -             | -             | -             | 34     | 2      |
| 2013–14                   | «Удінезе»                 | A                         | 30        | 3         | КІ                 | 0                  | 0                  | ЛЄ        | 4         | 1         | -             | -             | -             | 34     | 4      |
| Усього за «Удінезе»       | Усього за «Удінезе»       | Усього за «Удінезе»       | 105       | 9         |                    | 2                  | 0                  |           | 16        | 2         |               | -             | -             | 123    | 11     |
| 2014–15                   | «Лаціо»                   | A                         | 27        | 0         | КІ                 | 6                  | 1                  | -         | -         | -         | -             | -             | -             | 33     | 1      |
| 2015–16                   | «Лаціо»                   | A                         | 23        | 0         | КІ                 | 0                  | 0                  | ЛЧ+ЛЄ     | 2+3       | 0         | СІ            | 1             | 0             | 29     | 0      |
| 2016–17                   | «Лаціо»                   | A                         | 27        | 1         | КІ                 | 3                  | 0                  | -         | -         | -         | -             | -             | -             | 30     | 1      |
| 2017–18                   | «Лаціо»                   | A                         | 11        | 0         | КІ                 | 3                  | 0                  | ЛЄ        | 7         | 0         | СІ            | 1             | 0             | 22     | 0      |
| 2018–19                   | «Лаціо»                   | A                         | 0         | 0         | КІ                 | 0                  | 0                  | ЛЄ        | 2         | 0         | -             | -             | -             | 2      | 0      |
| Усього за «Лаціо»         | Усього за «Лаціо»         | Усього за «Лаціо»         | 88        | 1         |                    | 12                 | 1                  |           | 14        | 0         |               | 2             | 0             | 116    | 2      |
| Усього за кар'єру         | Усього за кар'єру         | Усього за кар'єру         | 324       | 22        |                    | 14                 | 1                  |           | 55        | 4         |               | 2             | 0             | 395    | 27     |

### Статистика виступів за збірну
Станом на 30 серпня 2019
| Дата      | Місто         | Господарі            | Результат | Гості                | Турнір            | Голи | Примітки |
| --------- | ------------- | -------------------- | --------- | -------------------- | ----------------- | ---- | -------- |
| 30-3-2005 | Белград       | Сербія та Чорногорія | 0 – 0     | Іспанія              | Відбір до ЧС 2006 | -    | 77'      |
| 1-3-2006  | Туніс (місто) | Туніс                | 0 – 1     | Сербія та Чорногорія | товариський матч  | -    | 64'      |
| Усього    |               | Матчів               | 2         |                      | Голів             | 0    |          |

| Дата       | Місто     | Господарі  | Результат | Гості              | Турнір            | Голи | Примітки |
| ---------- | --------- | ---------- | --------- | ------------------ | ----------------- | ---- | -------- |
| 29-02-2012 | Нікосія   | Кіпр       | 0 – 0     | Сербія             | товариський матч  | -    | 73'      |
| 26-05-2012 | Мадрид    | Іспанія    | 2 – 0     | Сербія             | товариський матч  | -    |          |
| 15-08-2012 | Белград   | Сербія     | 0 – 0     | Ірландія           | товариський матч  | -    | 82'      |
| 06-02-2013 | Нікосія   | Кіпр       | 1 – 3     | Сербія             | товариський матч  | 1    | 53'      |
| 26-03-2013 | Новий Сад | Сербія     | 2 – 0     | Шотландія          | Відбір до ЧС 2014 | -    |          |
| 07-06-2013 | Брюссель  | Бельгія    | 2 – 1     | Сербія             | Відбір до ЧС 2014 | -    |          |
| 14-08-2013 | Барселона | Колумбія   | 1 – 0     | Сербія             | товариський матч  | -    |          |
| 11-10-2013 | Новий Сад | Сербія     | 2 – 0     | Японія             | товариський матч  | -    |          |
| 15-10-2013 | Ягодина   | Сербія     | 5 – 1     | Північна Македонія | Відбір до ЧС 2014 | 1    |          |
| 15-11-2013 | Дубай     | Росія      | 1 – 1     | Сербія             | товариський матч  | -    |          |
| 05-03-2014 | Дублін    | Ірландія   | 1 – 2     | Сербія             | товариський матч  | -    | 59'      |
| 26-05-2014 | Гаррісон  | Сербія     | 2 – 1     | Ямайка             | товариський матч  | -    | 61'      |
| 01-06-2014 | Бриджв'ю  | Панама     | 1 – 1     | Сербія             | товариський матч  | -    |          |
| 06-06-2014 | Сан-Паулу | Бразилія   | 1 – 0     | Сербія             | товариський матч  | -    | 87'      |
| 30-03-2015 | Лісабон   | Португалія | 2 – 1     | Сербія             | Відбір до ЧЄ 2016 | -    |          |
| 23-3-2018  | Турин     | Сербія     | 1 – 2     | Марокко            | товариський матч  | -    |          |
| Усього     |           | Матчів     | 16        |                    | Голів             | 2    |          |

## Титули і досягнення
- Чемпіон Сербії і Чорногорії (1):

«Црвена Звезда»:  2005–06
- Чемпіон Сербії (1):

«Црвена Звезда»:  2006–07
- Володар Кубка Сербії і Чорногорії (1):

«Црвена Звезда»:  2005–06
- Володар Кубка Сербії (1):

«Црвена Звезда»:  2006–07
- Володар Суперкубка Італії (1):

«Лаціо»: 2017
- Володар Кубка Італії (1):

«Лаціо»: 2018–19